# Ли, Филипп Иванович (тракторист)
Филипп Иванович Ли (3 апреля 1903 года, деревня Сончжин, провинция Северный Хамгён, Корея — 6 октября 1981 года) — бригадир тракторной бригады Уш-Тобинской МТС Каратальского района Талды-Курганской области, Казахская ССР. Герой Социалистического Труда (1949).

## Биография
Родился в 1903 году в крестьянской семье в деревне Сончжин провинции Северный Хамгён, Корея. Позднее вместе с родителями эмигрировал в Приморскую область Российской империи. Окончил четыре класса начальной школы. До 1929 года трудился в личном хозяйстве в посёлке Сталино (сегодня — посёлок Розенгартовка) Ленинского района Хабаровского округа. С 1930 года — бригадир полеводческой бригады колхоза «Сталино» Ленинского района, бригадир тракторной бригады Лермонтовской МТС Бикинского района. В 1937 году депортирован на спецпоселение в Алма-Атинскую область Казахской ССР.
С 1937 года — шофёр, машинист на молотилке, заведующий гаражом, бригадир тракторной бригады колхоза имени Горького, потом — бригадир тракторной бригады Уш-Тобинской МТС. В 1941 году вступил в ВКП(б).
В 1948 году бригада под руководством Филиппа Ли получила в среднем с каждого гектара по 21,2 центнеров риса на участке площадью 220 гектаров. Указом Президиума Верховного Совета СССР от 20 мая 1949 года удостоен звания Героя Социалистического Труда с вручением ордена Ленина и золотой медали «Серп и Молот».
Неоднократно участвовал во Всесоюзной выставке ВДНХ.
С 1958 года — бригадир тракторной бригады колхоза «Ленинский путь» Каратальского района. С 1965 года — бригадир тракторной бригады, рабочий нефтехозяйства рисоводческого совхоза имени газеты «Правда» Каратальского района.
Трудился трактористом в совхозе до выхода на пенсию в 1969 году. Персональный пенсионер союзного значения. Проживал в городе Уштобе Талды-Курганской области.
Скончался в октябре 1981 года. Похоронен на кладбище посёлка Октябрь Каратальского района.

## Награды
- Герой Социалистического Труда
- Орден Ленина
- Орден Трудового Красного Знамени
- Медаль «За доблестный труд в Великой Отечественной войне 1941—1945 гг.»
- Заслуженный механизатор Казахской ССР
- Медали ВДНХ
- Почётная Грамота ЦК ВЛКСМ